# Royal Birkdale Golf Club
De Birkdale Golf Club is een golfclub in Southport, Engeland.

## Geschiedenis
De Birkdale Golf Club werd in 1889 opgericht en kreeg in 1951 het predicaat 'Koninklijk'.

#### De baan
De baan is ontworpen door drie generaties van de familie Hawtree. In 1894 verhuisde de club naar de huidige locatie aan de westkust van Engeland. Het is een echte linksbaan. Freddie W. Hawtree heeft samen met John Henry Taylor voor het ontwerp gezorgd. Zijn zoon Martin Hawtree heeft de baan later gemoderniseerd.
In 1935 werd een nieuw clubhuis gebouwd. Na het Open in 1991 zijn alle greens gerenoveerd.

#### Toernooien

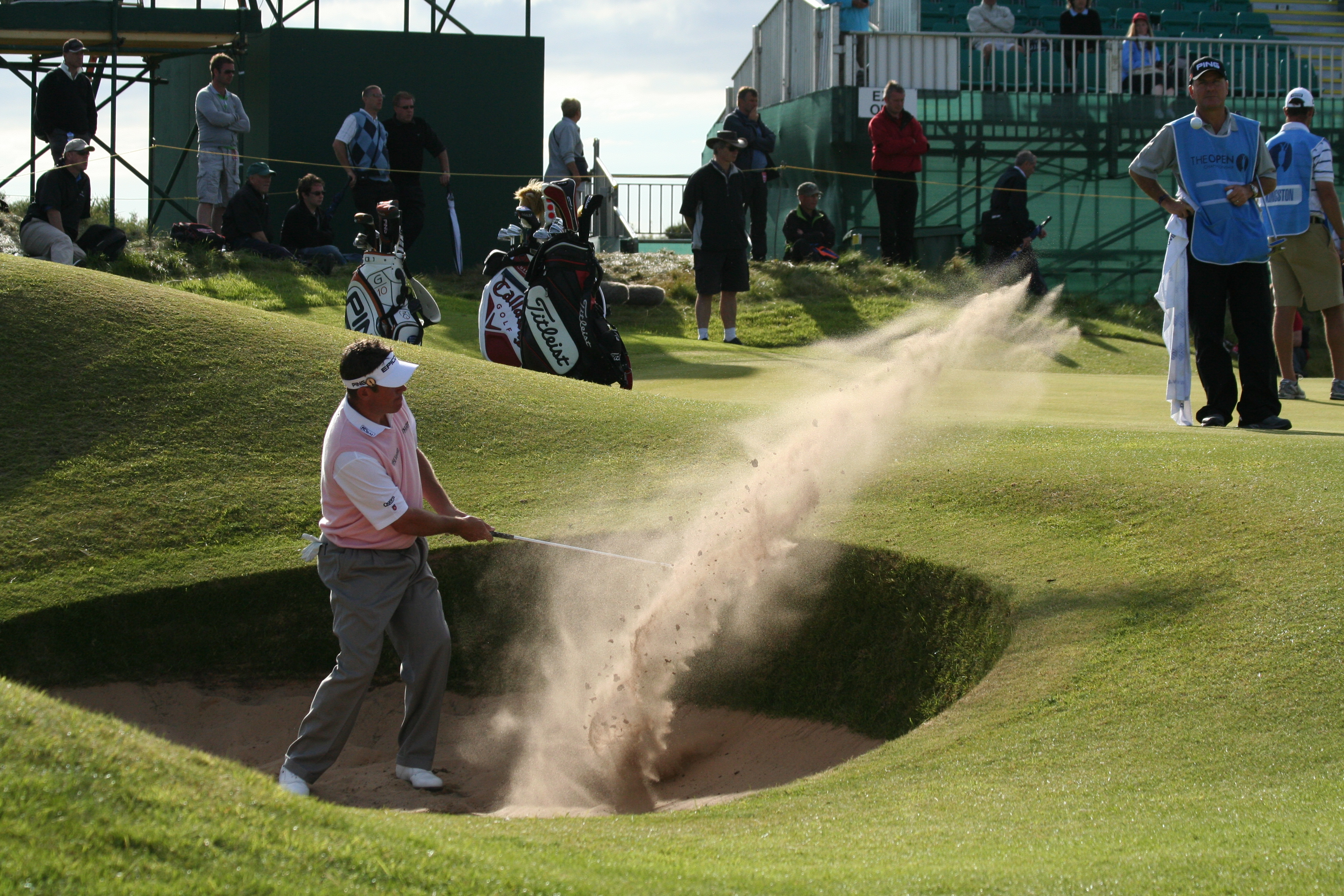
Lee Westwood in 2008

De club is gastheer geweest voor veel grote toernooien:
- 1946: Brits amateurkampioenschap, gewonnen door James Bruen uit Ierland
- 1948: Curtis Cup, gewonnen door de Verenigde Staten.
- 1951: Walker Cup, gewonnen door de Verenigde Staten.
- 1954: The Open, gewonnen door Peter Thomson uit Australië.
- 1961: The Open, gewonnen door Arnold Palmer
- 1965: Ryder Cup: Arnold Palmer wint de play-off van Julius Boros
- 1965: The Open, gewonnen door Peter Thompson
- 1969: Ryder Cup: Jack Nicklaus geeft de laatste putt aan Tony Jacklin waardoor het toernooi in gelijke stand eindigt.
- 1971: The Open, gewonnen door Lee Trevino
- 1976: The Open, gewonnen door Johnny Miller
- 1983: The Open, gewonnen door Tom Watson
- 1987: Lawrence Batley International, gewonnen door Mark O'Meara
- 1998: The Open, gewonnen door Mark O'Meara
- 2008: The Open, gewonnen door Pádraig Harrington
- 2017: The Open, gewonnen door Jordan Spieth

Sinds 1982 komt het Women's British Open ook regelmatig op Birkdale: 
- 1982:  Marta Figueras-Dotti
- 1986:  Laura Davies
- 2000:  Sophie Gustafson
- 2005:  Jeong Jang
- 2010:  Yani Tseng
- 2014:  Mo Martin